# Raúl Avilés
Ney Raúl Avilés (Guayaquil, 17 februari 1964) is een voormalig profvoetballer uit Ecuador, die speelde als aanvaller gedurende zijn carrière. Zijn bijnamen luidden La Turbina en Turco.

## Clubcarrière
Avilés speelde zes seizoenen voor Emelec, en won eenmaal de Ecuadoraanse landstitel met de club uit zijn geboorteplaats Guayaquil.

## Interlandcarrière
Avilés speelde 55 interlands voor Ecuador, en scoorde zestien keer voor de nationale ploeg in de periode 1987-1993. Hij maakte zijn debuut op 5 maart 1987 in de vriendschappelijke uitwedstrijd tegen Cuba (0-0) in Havana, net als Kléber Fajardo, Pietro Marsetti en Freddy Bravo. Avilés nam met Ecuador deel aan vier opeenvolgende edities van de strijd om de Copa América: 1987, 1989, 1991 en 1993.

## Erelijst
Emelec
- Campeonato Ecuatoriano

1988
 Barcelona
- Campeonato Ecuatoriano

1997